# 악마의 증명
악마의 증명(惡魔-證明, 라틴어: probatio diabolica, 영어: devil's proof)은 논리적 오류를 지적하는 용어로, 어떠한 사실이나 인과가 존재하지 않음을 증명하는 것은 불가능에 가까우므로, 존재한다고 주장하는 자가 입증해야 함을 비유적으로 표현하는 말이다. 무지에 호소하는 오류, 무지에 호소하는 논증이라고도 한다.

## 예
- UFO가 존재하지 않는다는 증거가 없으므로 UFO는 존재한다.
- 신이 존재하지 않는다는 증거가 없으므로 신은 존재한다.
- 천국은 존재하지 않는다는 증거가 없으므로 천국은 존재한다.

## 같이 보기
- 군중에 호소하는 오류